# Al-Zafra
Al-Zafra o Dhafarah és una regió interior de l'emirat d'Abu Dhabi, al sud-oest del territori, entre la frontera amb l'Aràbia Saudita i la ciutat d'Abu Dhabi. Aquesta regió fou el lloc d'origen dels Banu Yas, la tribu hegemònica de l'emirat, i també dels Banu l-Manasir.